# Le Train
Le Train es una empresa ferroviaria francesa fundada en 2019. Es la primera operadora privada de Francia de alta velocidad.

## Historia
Se crea debido a la frustración del industrial de Charente Tony Bonifaci con respecto a los escasos servicios TGV en el oeste de Francia, que le lleva a reunirse con Alain Getraud, un ingeniero ferroviario, para crear su propia operadora ferroviaria en Nueva Aquitania, para prestar servicios principalmente entre Arcachón, Burdeos, Angulema y Poitiers.
El 24 de diciembre de 2022 obtuvo su licencia de empresa ferroviaria.

## Material rodante
Le Train ha firmado un contrato con Talgo para el suministro de diez trenes Avril.